# Mostîșce, Makariv
Mostîșce (în ucraineană Мостище) este o comună în raionul Makariv, regiunea Kiev, Ucraina, formată numai din satul de reședință.

## Demografie
Componența lingvistică a comunei Mostîșce
     Ucraineană (96,73%)
     Rusă (3,27%)
Conform recensământului din 2001, majoritatea populației comunei Mostîșce era vorbitoare de ucraineană (96,73%), existând în minoritate și vorbitori de rusă (3,27%).